# Слива, Анатолий Яковлевич
Анато́лий Я́ковлевич Сли́ва (род. 10 февраля 1940, Пропойск, Могилёвская область, Белорусская ССР, СССР) — судья Конституционного суда Российской Федерации в отставке. Кандидат юридических наук. 

## Биография
В 1967 году окончил юридический факультет Московского государственного университета.
С 13 февраля 1992 года — заместитель начальника Государственно-правового управления Президента Российской Федерации — начальник отдела по вопросам взаимодействия с представительными и исполнительными органами власти и национальной политики.
С 27 июля 1992 года по 21 мая 1993 года — официальный представитель Президента Российской Федерации по правовым вопросам в Верховном Совете Российской Федерации.
С 22 марта по 31 марта 1993 года — исполняющий обязанности начальника Государственно-правового управления Президента Российской Федерации.
С 1993 года по 1996 год — депутат Государственной думы, председатель Комитета Государственной Думы по вопросам местного самоуправления.
С 4 января 1994 года освобождён от должности заместителя начальника Государственно-правового управления Президента Российской Федерации — начальника отдела этого Управления в связи с избранием депутатом Государственной думы Федерального Собрания.
В 1996—1998 годах — Полномочный представитель Президента Российской Федерации в Совете Федерации Федерального Собрания Российской Федерации.
14 октября 1998 года назначен судьёй Конституционного Суда Российской Федерации.
18 марта 2010 года — ушёл в отставку с должности судьи Конституционного Суда Российской Федерации.

## Награды и поощрения
- Орден «За заслуги перед Отечеством» IV степени (17 февраля 2010 года) — за большой вклад в развитие конституционного правосудия в российской Федерации и многолетнюю плодотворную деятельность[7].
- Заслуженный юрист Российской Федерации (29 июля 1997 года) — за заслуги в укреплении законности и многолетнюю добросовестную работу[6][8].
- Почётная грамота Президента Российской Федерации (12 декабря 2008 года) — за активное участие в подготовке проекта Конституции Российской Федерации и большой вклад в развитие демократических основ Российской Федерации[9].
- Благодарность Президента Российской Федерации (27 октября 1998 года) — за активную и плодотворную работу в области законотворчества и взаимодействия с Советом Федерации Федерального Собрания Российской Федерации[10].
- Благодарность Президента Российской Федерации (30 марта 1998 года) — за активное участие в подготовке Послания Президента Российской Федерации Федеральному Собранию 1998 года[11].
- Благодарность Президента Российской Федерации (11 марта 1997 года) — за активное участие в подготовке Послания Президента Российской Федерации Федеральному Собранию 1997 года[12].

## Чины и классы
- Высший квалификационный класс судьи (11 ноября 1998 года)[13]
- Действительный государственный советник Российской Федерации 1-го класса.